# Sejano
Lucio Elio Sejano (en latín: Lucius Aelius Seianus; 20 a. C.-18 de octubre de 31) fue un político y militar romano, amigo y confidente del segundo emperador romano, Tiberio.
Caballero por nacimiento, Sejano subió al poder a través de la guardia imperial, conocida como la guardia pretoriana, de la que fue prefecto desde 14 hasta su muerte en 31. 
Aunque la guardia pretoriana fue establecida y organizada por el primer emperador romano Augusto, Sejano, cuando fue nombrado prefecto del pretorio, introdujo una serie de reformas en el cuerpo que lo transformaron de un simple grupo de guardaespaldas a una poderosa rama gubernamental con gran influencia que participaba en la administración civil y en la seguridad pública. Los cambios introducidos por Sejano tendrían un gran impacto durante el Principado.
Durante los años 20, Sejano acumuló gradualmente poder político, consolidando la influencia que ejercía sobre Tiberio y eliminando a sus adversarios políticos, entre ellos el hijo del emperador, Druso el Menor. Cuando Tiberio se retiró a la isla de Capri en 26, Sejano quedó en posesión de toda la administración y actuaba como gobernante de facto. El prefecto se convirtió en uno de los hombres más poderosos y temidos de la ciudad, pero su carrera terminó en el año 31, año de su elección consular, cuando él y sus seguidores fueron ejecutados debido a la existencia de sospechas de que conspiraban contra Tiberio.

## Familia
Sejano nació en 20 a. C. en Volsinii, Etruria, en el seno de la familia de Lucio Sejo Estrabón y Cosconia Léntula Maligunensis. La familia del futuro prefecto pertenecía al orden ecuestre (ordo equester), una de las dos clases más altas de la sociedad romana, sólo superadas por la élite, formada por los patricios y los senadores. El abuelo de Sejano, sin embargo, mantenía relaciones con la clase senatorial a través de su amistad con Terencia, la esposa de Cayo Mecenas, uno de los más poderosos aliados políticos del emperador Augusto.
El padre de Sejano, Estrabón, reforzó las relaciones con la élite a través de su primer matrimonio con Elia, hija del cónsul Quinto Elio Tuberón, con la que tuvo un hijo llamado Lucio Seyo Tuberón, que fue consul suffectus en 18. Tras la muerte de Elia, Estrabón se casó con Cosconia Lentula Maligunensis Galita, hermana de Servio Cornelio Lentulo Maluginensis (consul suffectus en 10) y Publio Cornelio Escipión Lentulo, consul suffectus en 2, y hermanastra de Quinto Junio Bleso, consul suffectus en 10. Con Cosconia, Estrabón tuvo un hijo llamado Lucio Seyo, que más tarde sería adoptado en la gens Aelia por Elio Galo y pasaría a llamarse Lucio Elio Sejano o Sejano.
La familia adoptiva de Sejano contaba con dos cónsules de su rama: Quinto Elio Tuberón (cónsul en 11 a. C.) y Sexto Elio Catón (cónsul en 4). El tío de Sejano, Quinto Junio Bleso se distinguió como comandante militar y fue elegido procónsul de la provincia de África en 21. Obtuvo los honores del triunfo al sofocar la rebelión de Tacfarinas.
Según el antiguo historiador Tácito, Sejano fue también un amigo del rico Marco Gavio Apicio, cuya hija pudo haber sido la primera esposa de Sejano. Con su primera esposa tuvo tres hijos, dos hijos y una hija: Estrabón, Capito Eliano y Junila.

## Ascenso al poder

### Prefecto del Pretorio
Es probable que Estrabón, el padre de Sejano llamara la atención de Augusto a través de la amistad que mantuvo su abuelo con la mujer del aliado del emperador Cayo Mecenas. En algún momento entre los años 2 y 6, fue nombrado miembro de la Guardia Pretoriana, una de las posiciones más privilegiadas que un caballero podía ostentar en el Imperio romano. Sejano realizó satisfactoriamente sus funciones hasta la muerte del emperador en 14. Poco se sabe de esta parte de la vida de Sejano, aunque según Tácito acompañó al heredero adoptivo de Augusto Cayo César durante sus campañas en Armenia del año 1 a. C. Cuando Tiberio sucedió a Augusto en 14, Sejano fue nombrado Prefecto del Pretorio como colega de su padre Estrabón.
La Guardia Pretoriana era un cuerpo de guardaespaldas de élite que creó Augusto en 27 a. C. con la función específica de proteger la vida del emperador y del resto de miembros de la familia imperial. Posteriormente los pretorianos fueron adquiriendo poder y llegaron a administrar los asuntos civiles y la seguridad pública. Su presencia servía además de recordatorio para el pueblo y para el Senado de la fuerte base de poder que sustentaba a los emperadores. Augusto sin embargo, buscando no ofender a los republicanos no permitió que la guardia estuviera compuesta por más de nueve cohortes (menos tropas que una legión romana), las cuales se encontraban comandadas por dos prefectos.
Cuando se nombró a Estrabón gobernador de Egipto en 15, Sejano se convirtió en comandante único de las fuerzas pretorianas e inició una serie de reformas que reforzaría el poder que tendrían las futuras generaciones de pretorianos, las cuales se convirtieron en una herramienta principal para alcanzar el trono. Los veinte campamentos que estaban dispersos por la ciudad se concentraron en uno solo situado en las afueras de la ciudad, y el número de cohortes aumentó de nueve a doce, una de las cuales acompañarían a lo largo del día a la familia imperial. Se rompió la tradicional cooperación entre dos prefectos pretorianos y Sejano nombraba como un autócrata a tribunos y centuriones. Las reformas de Sejano suponían la disponibilidad y lealtad de una fuerza de 12 000 soldados acampados en las afueras de la propia Roma. Tiberio abandonó la prudencia de Augusto y exhibió a la Guardia en los desfiles.

### Disputa con Druso

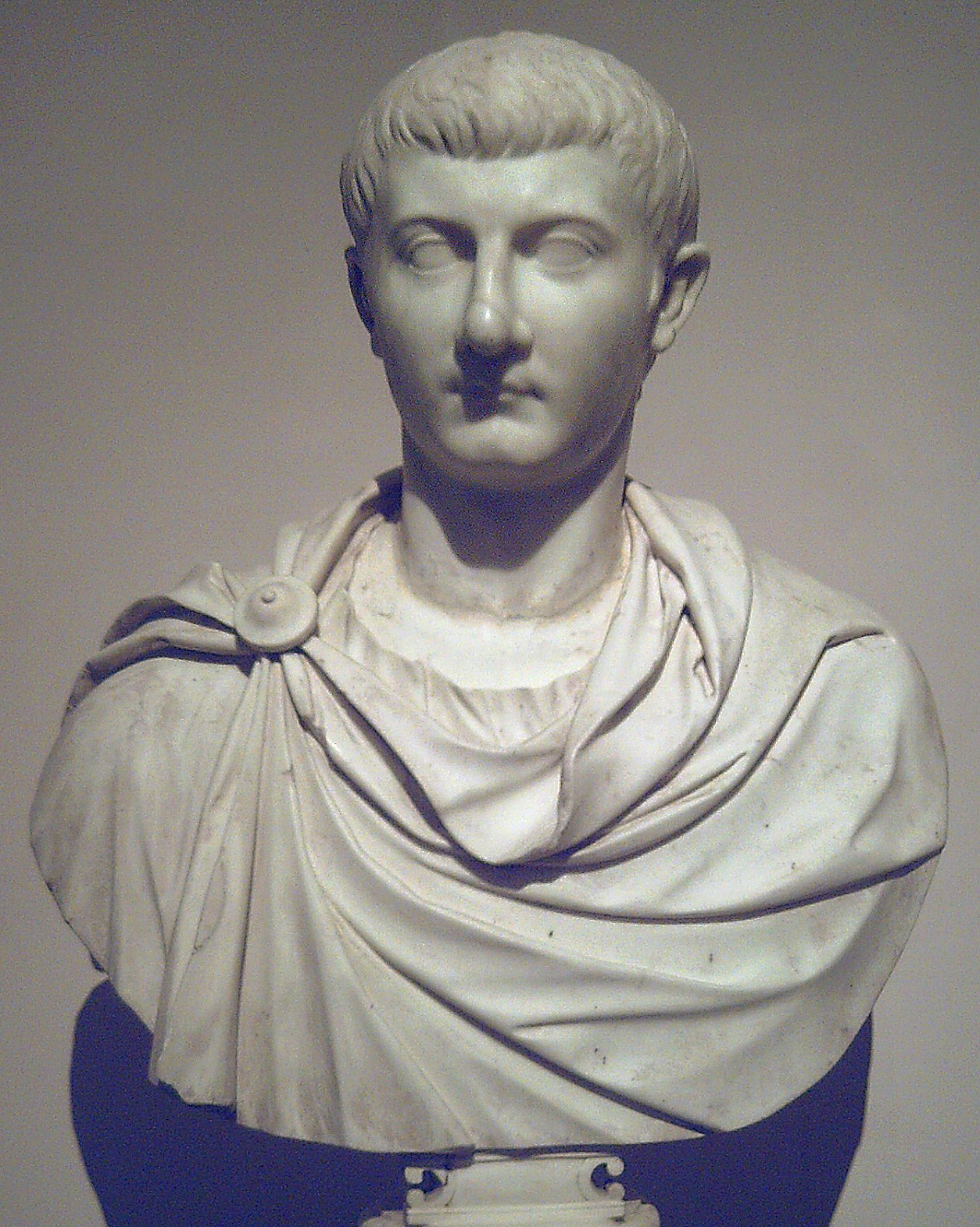
Druso el Joven, hijo de Tiberio y enemigo de Sejano.

En calidad de Prefecto del Pretorio, Sejano se convirtió rápidamente en un asesor y consejero de confianza de Tiberio. En el año 23 ya ejercía una considerable influencia sobre las decisiones tomadas por el emperador, quien se refería a Sejano como «mi compañero». A esas alturas Sejano ya había alcanzado la pretura, una posición que no era habitual que ostentaran miembros del ordo equester. Se erigió una estatua en su honor en el Teatro de Pompeyo y en el Senado sus seguidores fueron promovidos a privilegiados puestos. Sin embargo, la clase senatorial no veía con buenos ojos el ascenso de Sejano y se ganó la enemistad de la familia imperial, sobre todo del hijo de Tiberio, Druso el Joven.
La enemistad entre Sejano y Druso databa del año 15, año en el que habían estallado disturbios entre las legiones estacionadas en Germania y Panonia. Aunque su hijo adoptivo, Julio César Germánico había sofocado con éxito la rebelión, Tiberio envió a su propio hijo Druso acompañado de dos cohortes comandadas por Sejano. Druso sofocó rápidamente los restos del motín y ejecutó a los líderes que lo instigaron. La mano ejecutora de los asesinatos fueron los pretorianos. A pesar de este éxito, a lo largo de los siguientes años se observa una creciente animosidad entre Sejano y Druso. 
Tras el ascenso de Tiberio al trono, el emperador había conferido gradualmente poder a su hijo biológico, confirmándolo como su sucesor al cederle los mandos de las legiones de Iliria en 18. y el consulado conjunto con Tiberio en 21. Sin embargo, Sejano ejercía ya como la mano derecha del emperador y ambicionaba ampliar su poder. En 20 intentó reforzar su relación con la familia imperial prometiendo en matrimonio a su hija recién nacida Junila a Claudio Druso, el hijo de Claudio, pero el matrimonio no llegaría a celebrarse porque el muchacho murió accidentalmente. 
Como fracasó su primer intento de ingresar en la familia imperial, Sejano centró su atención en eliminar a su rival Druso. La enemistad entre ambos había llegado a un punto crítico en 23, tanto es así que Druso había propinado un puñetazo a Sejano lamentándose abiertamente de que «un extranjero participara en el gobierno mientras estaba vivo el hijo del emperador».
Cuando Tiberio estaba en la sesentena, la ascensión al trono de Druso se veía cada vez más cerca. Para asegurar su posición y su vida, Sejano logró seducir a la mujer de Druso, Livila, y entre los dos conspiraron para asesinar al engañado esposo. Livila envenenó lenta y letalmente a Druso que murió el 13 de septiembre de 23.

### Consolidación de poder

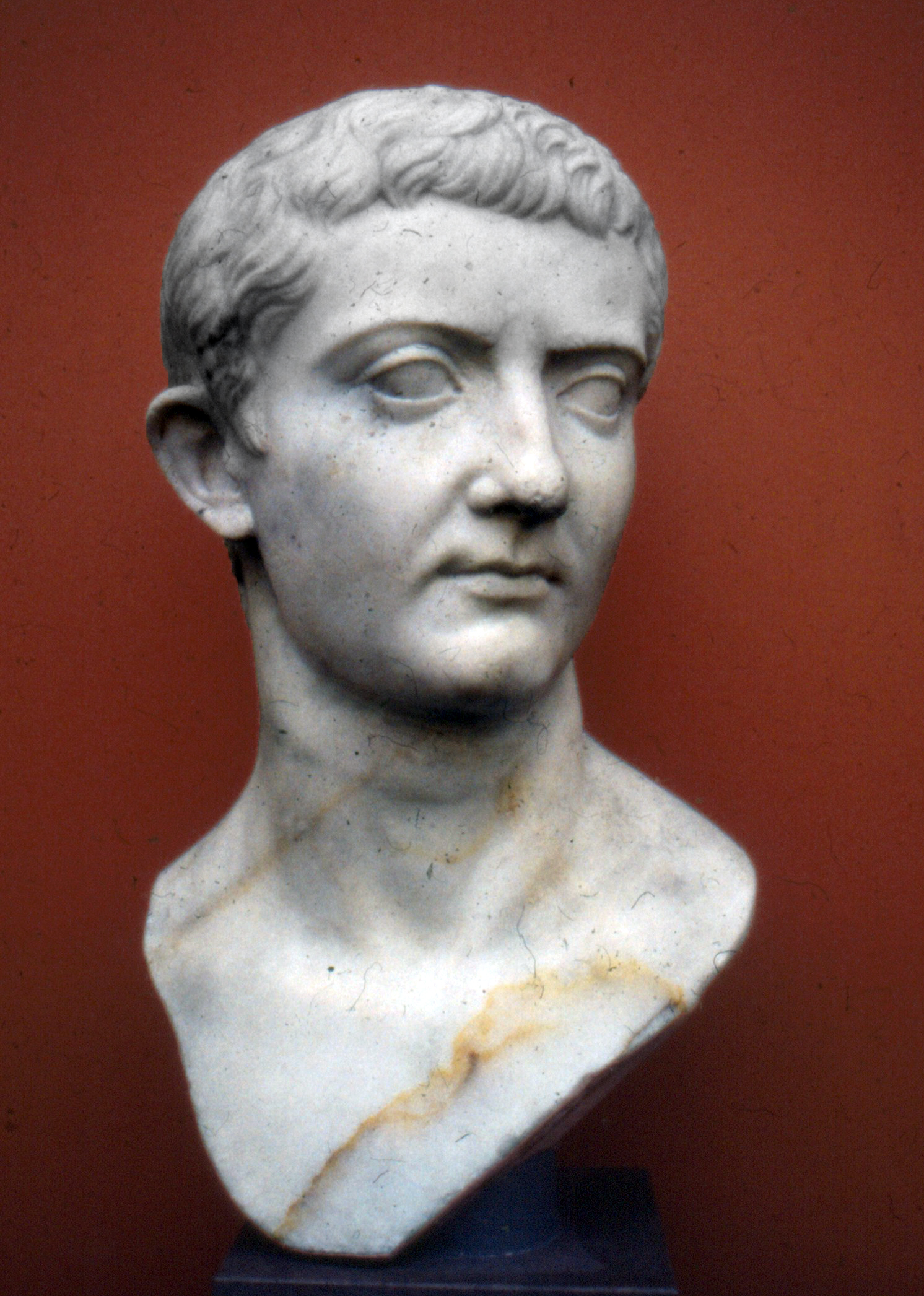
Busto de Tiberio.

Durante el reinado de Tiberio, el emperador renegó progresivamente de sus tareas delegándolas en otros hasta que finalmente se retiró a la Isla de Capri, dejando gran parte de la administración del Imperio en manos de Sejano. La pérdida de su hijo fue un gran golpe, tanto personal como político para Tiberio, quien se había acostumbrado a delegar gradualmente sus responsabilidades imperiales en Druso a medida que crecía. Su muerte frustró los planes de Tiberio, quien renegó definitivamente de sus responsabilidades cediendo todo el poder a Sejano, en espera de que crecieran los hijos del gran general Germánico.
Germánico había muerto en 19 en circunstancias sospechosas en Siria (probablemente envenenado por Cneo Calpurnio Pisón), y a raíz de su muerte, su esposa Agripina la Mayor había vuelto a Roma con sus hijos y se había unido a un grupo de senadores que se oponían al creciente poder de Sejano. Las relaciones entre Agripina y el emperador eran malas, debido a que a su llegada a la capital había manifestado su convicción inequívoca de que el asesino de Germánico había sido contratado por Tiberio. También surgió una gran enemistad con la viuda de Augusto, Livia Drusila, que se oponía a las desbocadas ambiciones de Agripina. Por su parte Sejano veía una potencial amenaza en los hijos de Agripina, Nerón César, Druso César y Cayo Calígula.
Sejano intentó de nuevo ingresar en la familia imperial al solicitar el matrimonio con Livila en 25, tras haberse divorciado en dos ocasiones de su primera esposa. Posiblemente Sejano buscaba con este matrimonio ingresar en la familia imperial y gracias a su condición de miembro de la Dinastía Julio-Claudia poder ser un posible candidato a la sucesión. El emperador rechazó la propuesta del pretoriano al que le advirtió de que corría peligro de sobrepasarse en su rango. Esta inesperada réplica hizo que el ambicioso Sejano cambiara de planes e intentara aislar a Tiberio en Roma. La creciente paranoia que experimentaba el emperador y sus recelos hacia Agripina y el Senado, hicieron que se retirara a Campania en 26 y finalmente a Capri en 27, donde permanecería hasta su muerte en 37. Al tener acceso a la correspondencia imperial, Sejano controlaba por completo la información que circulaba entre el Senado y Tiberio.
La retirada de Tiberio supuso que todo el poder quedó en manos de Sejano, que actuó satisfactoriamente hasta la muerte de Livia Drusila en 29. A partir de la muerte de Livia, Sejano inició una serie de juicios por la ciudad, mediante los cuales eliminaba a sus enemigos políticos a los que proscribía aumentando el Tesoro y su propia fortuna. Muchas de las víctimas que eran falsamente acusadas por redes de espías e informantes optaron por suicidarse en lugar de ser condenados en juicios amañados y por consiguiente ejecutados. Entre los que cayeron estaba Cayo Asinio Galo, influyente senador que se oponía a Tiberio y que estaba vinculado a la facción de Agripina. La propia Agripina y dos de sus hijos fueron exiliados en 30, y murieron de inanición en sospechosas circunstancias. El único hijo de Germánico que logró sobrevivir a Sejano fue Calígula, que fue a vivir a Capri con Tiberio en 31.

## Caída

### Juicios
En 31, a pesar de su rango ecuestre, Sejano compartió el consulado con Tiberio In Absentia, y finalmente se casó con Livila. El emperador no había aparecido por Roma desde 26, y Sejano se convirtió en el gobernante de facto del Imperio. Los senadores y los caballeros lo trataban como si fuera tal, su cumpleaños se celebraba por las calles de Roma y se erigieron estatuas en su honor. Tras aplastar a sus opositores políticos, la posición de Sejano se tornó prácticamente intocable. El historiador Dión Casio lo describe así:

Sejano ostentó tanto poder y tanto orgullo que parecía ser el propio emperador.

Durante muchos años de intrigas y maquinaciones al servicio del emperador, Sejano se había forjado su propio camino para convertirse en el hombre más poderoso del Imperio. Pero a finales de 31 fue detenido, juzgado, condenado y ejecutado sin contemplaciones. Las razones de su súbita caída no están del todo claras: los antiguos historiadores creían que la conspiración que había iniciado Sejano contra el emperador había llegado a oídos de Tiberio y este había decidido actuar, mientras que los modernos historiadores creen que Sejano no soñaba con obtener el poder para sí mismo, sino que ambicionaba actuar como regente de Tiberio Gemelo, hijo de Druso, o del hijo de Germánico, Calígula. La parte de la obra de Tácito Anales que habla sobre este tema se ha perdido. Según el historiador judeo-romano Flavio Josefo fue Antonia la Menor (Antonia Minor), madre de Livila, la que alertó a Tiberio de la conspiración de Sejano al enviarle una carta a Capri. El portador de la carta fue el famoso liberto Marco Antonio Palas.
El historiador Dión Casio proporciona información detallada de los factores que desembocaron en la caída del pretoriano en su obra Historia Romana, escrita 200 años después. Parece ser que cuando Tiberio tuvo noticias de que Sejano había usurpado su autoridad en Roma, tomó de inmediato medidas para expulsarlo, pero se dio cuenta de que condenarlo podría iniciar una rebelión armada. El emperador emitió una serie de cartas contradictorias al Senado en algunas de las cuales elogiaba a Sejano y a sus seguidores y en otras los condenaba, anunció que llegaría a Roma al día siguiente y dimitió de sus funciones como cónsul obligando a Sejano a hacer lo mismo. Calígula fue investido con los honores del sacerdocio reavivando el apoyo popular hacia la casa de Germánico. La confusión resultante de las acciones del emperador hizo que muchos de los partidarios de Sejano lo abandonaran hasta que el asunto se aclarara y amplió el radio de acción y de influencia de Tiberio en Roma.
Cuando se hizo evidente que Tiberio había retirado el apoyo a Sejano y que este había quedado desprovisto de muchos apoyos a los que el emperador temía enfrentarse, eligió a Nevio Sutorio Macrón, prefecto de los vigiles, cuerpo de policía y bomberos romanos, alineándolo como posible sucesor de Sejano. El 18 de octubre de 31 Tiberio convocó a Sejano al Senado, comunicándole en una carta sus deseos de investirlo con los poderes tribunicios. Al entrar en el Senado al amanecer, los senadores lo felicitaron por su nuevo cargo, pero mientras Macrón estaba asumiendo la prefectura de los pretorianos un cuerpo de vigiles había rodeado el edificio. Cuando leyeron la carta, los senadores acusaron a Sejano y ordenaron su detención, los vigiles irrumpieron en la Cámara y se llevaron a la cárcel a Sejano.

### Ejecuciones y consecuencias

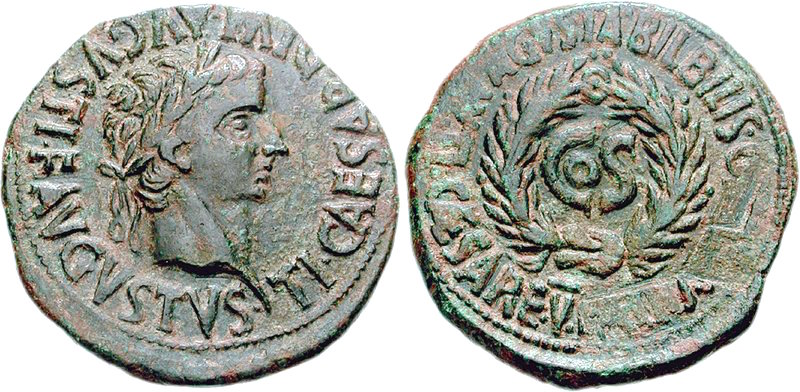
Después de que el Senado emitiera un Damnatio memoriae sobre Sejano, todos los recuerdos del pretoriano fueron eliminados. Moneda con la inscripción Lucius Aelius Sejanus.

En 31 Sejano fue detenido y se le condenó a muerte. El Senado emitió un Damnatio memoriae sobre él y por tanto se destruyeron todas las estatuas que se habían erigido en su honor y su nombre desapareció de todos los registros públicos. Las monedas en las que figuraba su nombre desaparecieron de la circulación. La noche del día en que fue detenido, el Senado celebró una sesión en el Templo de la Concordia y lo condenó formalmente. Sacaron a Sejano de la cárcel y lo estrangularon, su cuerpo fue arrojado por las escaleras Gemoniae, donde una multitud enfebrecida lo desgarró en pedazos, para después arrojarlo al Tíber.
Los disturbios que siguieron a la muerte del Prefecto están relacionados con el régimen de terror que había llevado a cabo. Los pretorianos a su vez empezaron a saquear casas cuando fueron acusados de haber actuado por afecto a su antiguo prefecto. El hijo mayor de Sejano, Estrabón, fue detenido y ejecutado el 24 de octubre. Al saber de la muerte de su hijo, la primera mujer de Sejano, Apicata, se suicidó el 26 de octubre tras haber enviado una carta a Tiberio relacionando a Sejano con la muerte de Druso, y alegando que contaba con la complicidad de Livila. Las acusaciones de la finada esposa fueron corroboradas por una serie de confesiones de Livila en las que admitía haber envenenado a Druso.
Enfurecido tras conocer la verdad, Tiberio ordenó una serie de ejecuciones sistemáticas a lo largo de la ciudad. La propia Livila se suicidó o, como cuenta la leyenda, fue obligada a morir de hambre por su propia madre Antonia. Incluso los dos hijos supervivientes de Sejano, Capito Eliano y Junila, fueron detenidos y ejecutados en diciembre de ese mismo año. Como una antigua ley prohibía la ejecución de mujeres vírgenes y Junila tenía once años, Tiberio ordenó que el verdugo la violara antes de estrangularla (aunque podían ser prometidas niñas, el día de la boda la novia debía tener como mínimo trece recién cumplidos; siendo entre griegos y romanos las mujeres casadas habitualmente entre los trece y quince años). A principios de ese mismo año, se aplicó un damnatio memoriae sobre Livila.
Aunque en un primer momento Roma se había regocijado de la muerte de Sejano, la ciudad pronto cayó presa de una serie de juicios que Tiberio puso en marcha con el objetivo de capturar a todos los que habían apoyado o habían podido apoyar a Sejano. Las filas del Senado fueron diezmadas y los que más sufrieron fueron los integrantes de la Dinastía Julio-Claudia. Nada escapó a la ira de Tiberio. Las detenciones y ejecuciones eran ahora supervisadas por el nuevo Prefecto del Pretorio, Quinto Nevio Sutorio Macrón. Esta política de agitación continuó hasta la muerte de Tiberio en 37, que fue sucedido por el hijo de Germánico, Cayo Calígula.

## Legado

### Guardia Pretoriana
Desde la muerte del primer emperador, Augusto, el 19 de agosto de 14, la Guardia Pretoriana despertó de su letargo y comenzó a emplear su fuerza militar con el objetivo de imponer sus propios criterios y ambiciones dentro de la administración del Imperio. Augusto se convirtió así en el único emperador que ostentó el poder total, ya que a su muerte la Guardia se convirtió en un poderoso instrumento político. La más importante de las reformas de Sejano fue la fundación del campamento base de la Guardia, la Castra Praetoria, lo que unificaba a todas las fuerzas de la ciudad. La realidad de la fuerza política de la Guardia se hizo evidente, cuando en 31, Tiberio empleó a algunos vigiles como guardia personal. A pesar de que la Guardia Pretoriana se mantuvo fiel a Tiberio hasta su muerte, su poder político se había hecho evidente.
Cuando Sejano alcanzó el poder a través de su prefectura de la Guardia, validó la predicción que había realizado Cayo Mecenas al emperador Augusto de que era peligroso dejar a un solo hombre al mando de la Guardia. El historiador Dión Casio argumenta que tras la muerte de Sejano sólo un prefecto del pretorio alcanzó tanto poder, Cayo Fulvio Plauciano. A raíz de la muerte de Sejano, la Guardia comenzó a desempeñar una política ambiciosa y sangrienta, a través de la cual alcanzó riqueza y poder asesinando, en ocasiones, a los propios emperadores e intimidando a sus propios integrantes o al pueblo romano. En 41, el sucesor de Tiberio, Calígula, fue asesinado por la propia Guardia, que colocó a Claudio en el trono creyendo que el aparentemente indolente anciano sería fácil de manejar. El Senado, sin embargo, se atrevió a oponerse a la Guardia.

### Historiografía
A excepción de Veleyo Patérculo, los historiadores antiguos coinciden en condenar a Sejano, aunque difieren en la teoría de quién manipuló a quién, si Sejano a Tiberio o Tiberio a Sejano. Según Suetonio, Sejano no fue más que un instrumento de Tiberio, la mano ejecutora en la caída de Germánico y su familia, al que el emperador eliminó cuando le dejó de ser útil. Tácito afirma, sin embargo, que el gobierno de Tiberio sufrió una degradación gradual tras la llegada de la corruptora influencia de Sejano, aunque también se muestra duro con el propio emperador.
Entre los escritores que fueron víctimas del régimen de terror del prefecto, se encuentran los historiadores Aulo Cremucio Cordo, Veleyo Patérculo y el poeta Fedro. Cordo fue llevado a juicio por Sejano, en el año 25, bajo acusaciones de traición, al ser  acusado de haber elogiado a Marco Junio Bruto y Cayo Casio Longino en sus escritos, hablando de ellos como los «últimos auténticos romanos», lo que se consideraba un delito en virtud de la Lex Maiestas, y por tanto el Senado ordenó la quema de sus escritos. Su caída es relatada por Séneca, en su carta a Marcia, la hija de Cordo, Ad Marciam, de Consolatione. Según Séneca, es probable que el escritor incurriera en el odio del emperador al haber ordenado erigir una estatua de sí mismo. Séneca también nos dice que Cordo habría muerto de hambre. Marcia fue fundamental a la hora de salvar el trabajo de su padre, a fin de que pudiera ser publicado bajo el reinado de Calígula.
Fedro se convirtió en sospechoso de haber aludido a Sejano en sus Fábulas, y por ello recibió amenazas de muerte (Cf. Fábulas I.1, I.2.24, y I.17). Veleyo Patérculo fue un historiador contemporáneo de Sejano cuyos dos volúmenes de su gran obra, la Historia Romana  hablan de Roma desde la Caída de Troya, hasta la muerte de Livia Drusila en 29. En su obra, Patérculo habla bien tanto de Sejano como de Tiberio, e incluso defiende la posición del primero en el gobierno a pesar de su rango ecuestre. Se desconoce sin embargo si la defensa de Patérculo se debía a una auténtica admiración o a un ruin interés, aunque sí que se conoce que fue asesinado en calidad de amigo de Sejano durante las purgas ordenadas por Tiberio tras la muerte del pretoriano.

### Sejano en la literatura
El ascenso y caída de Sejano han sido objeto de varias obras de literatura: dos obras de teatro en el siglo XVII y una serie de novelas del siglo XX: 
- Sejanus: His Fall (1603), una obra de Ben Jonson.
- La Tragedia de Tiberio Claudio Nerón, obra anónima de 1607.
- Yo, Claudio, novela de Robert Graves, y su posterior adaptación a la televisión en 1976. En la serie de televisión es representado por Patrick Stewart.
- Sejanus (1998), la tercera novela de la serie Marcus Corvinus,[74] escrita por David Wishart.